# Ramón Soldevila y Trepat
Ramón Soldevila y Trepat (Barcelona, 1828-Madrid, 1873) fue un pintor español.

## Biografía

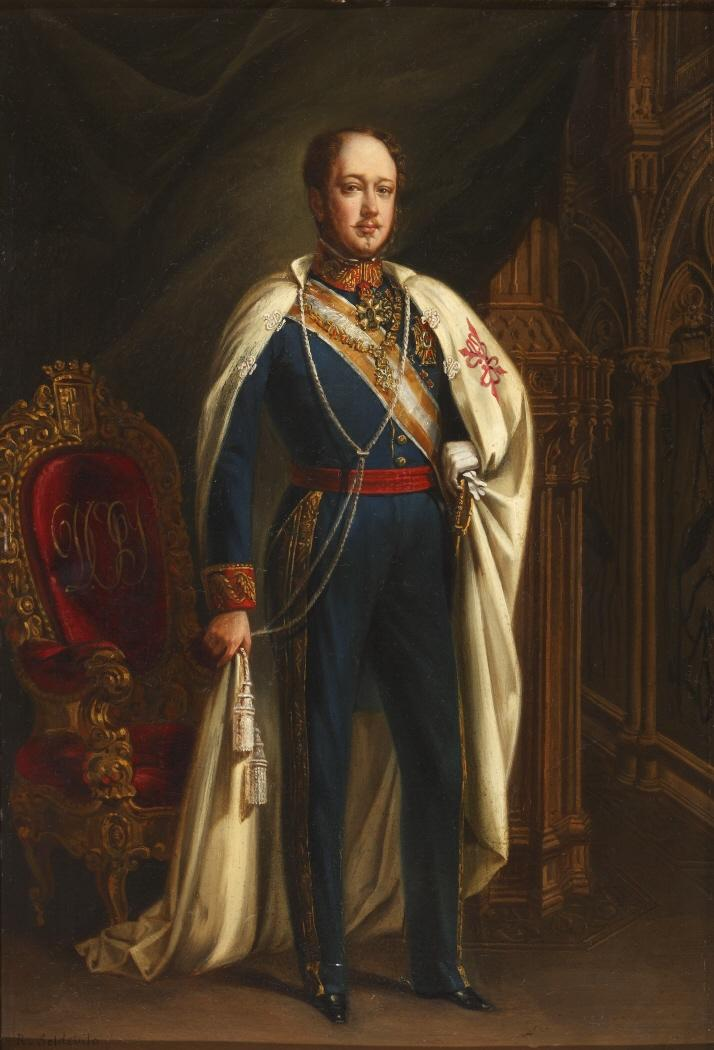
Retrato del duque de Osuna.

Nació en Barcelona el 31 de diciembre de 1828. Aficionado a la pintura desde muy niño, ingresó como alumno de las clases de dibujo de la Casa de la Lonja, donde obtuvo diversos premios en figura y paisaje. Sus padres orientaron entonces su formación hacia la música. Sin embargo a la edad de veinte años, renacería en él la afición a la pintura y se matriculó en la Academia de San Fernando para proseguir sus estudios.
En 1858 fue nombrado profesor interino de colorido y composición de la Escuela de Bellas Artes de Valencia, por oposición. Trasladado a dicha ciudad pintó algunos cuadros místicos para la capilla del Colegio de Loreto, del que también fue profesor. Pintó el retrato del duque de Tetuán a caballo, en traje de campaña y en el momento de practicar un reconocimiento de los campamentos enemigos antes de la batalla de Tetuán. Terminó colocado en el salón de sesiones del Ayuntamiento de Valencia.
En 1861 pidió ser trasladado a Madrid, donde obtuvo plaza de profesor de estudios elementales de la Escuela de Bellas Artes. Ente los retratos y obras de perspectiva y paisaje que ejecutó se encontraron un retrato de cuerpo entero y tamaño natural de Isabel II para el colegio militar de Valladolid pintado en 1866 por encargo del director general de caballería, los retratos de Enrique O'Donnell y Francisco de Paula Vasallo, el retrato de cuerpo entero del duque de San Ricardo de niño, dos perspectivas del guadarnés del duque de Osuna (reproducidos también en litografía), varias vistas de las posesiones del duque de Osuna, un dibujo del patio de San Gregorio de Valladolid para la comisión de monumentos arquitectónicos, una reproducción litográfica de un retrato de Alfonso de Borbón pintado por Federico de Madrazo, dos cuadros de la guerra de África para el duque de Tetuán y varias litografías para El Museo Regio español y otras publicaciones. Soldevila también cultivó el modelado, por ejemplo con un busto en yeso que presentó en la Exposición Nacional de Bellas Artes de 1860. Falleció en 1873 en Madrid.